# サム・デッカー
サミュエル・トーマス・デッカー（Samuel Thomas Dekker, 1994年5月8日 - ）は、アメリカ合衆国ウィスコンシン州シボイガン出身のバスケットボール選手。ポジションはパワーフォワードまたはスモールフォワード。

## 来歴
ウィスコンシン州の高校時代は同州のMr.バスケットボールにも選出され、有名な存在だったデッカーはウィスコンシン大学でも中心選手として活躍し、3年生時にはNCAAトーナメントで同大学を決勝に導く活躍を見せて評価を上げたところで2015年のNBAドラフトにアーリーエントリーを表明。18位でヒューストン・ロケッツから指名された。しかし、ルーキーシーズンは開幕早々に腰の手術の為に戦線離脱を強いられ、僅か3試合の出場に止まった。
2016-17シーズンは開幕からベンチプレーヤーとして奮闘。2017年1月21日のメンフィス・グリズリーズ戦では、自己最高の30得点を記録した。
2017年6月28日、クリス・ポールとの大型トレードでロサンゼルス・クリッパーズに移籍し、2018年8月7日にクリーブランド・キャバリアーズへとトレードされ、同年12月7日に3チーム間のトレードによりワシントン・ウィザーズへ移籍。
2019-2020シーズンはユーロカップとVTBユナイテッドリーグに所属するロコモティフ・クバンでプレー、2020-2021シーズンはバスケットボール・チャンピオンズリーグとBSLに所属するトルコ・テレコムでプレー。
2021年8月10日にトロント・ラプターズと1年契約を結びNBAへのカムバックを果たしたものの、11月6日に解雇された。

### ロンドン・ライオンズ(2022-2024)

#### 2022-2023シーズン
2022年8月7日、BBLとユーロカップに所属するロンドン・ライオンズへの加入が発表された。ユーロカップでは16試合に出場し、1試合平均30.8分の出場で、18.2得点、5.6リバウンド、2.9アシスト、1.3スティール、フィールドゴール成功率52.8パーセント、スリーポイント成功率26.3パーセント、フリースロー成功率67.7パーセントという成績を残した。2022-2023シーズンのBBLのシーズンMVP、2022-2023シーズンのユーロカップのオールセカンドチームに選出されるなど充実したシーズンを送った。

#### 2023-2024シーズン
2023-24シーズンもライオンズに残留したデッカーは、ユーロカップで11試合に出場し、1試合平均21.6分の出場で、11.8得点、4.4リバウンド、1.5アシストという成績を残した。2023-2024シーズンのBBLプレーオフファイナルのMVPに選出された。